# Урубу-каапор
Урубу́-каапор (Caapor, Ka’apor, Kaapor, Kaaporté, «Urubú», Urubú-Kaapor) — язык, который относится к группе тупи-гуарани семьи тупи, на котором говорит народ каапор, проживающие в районе реки Гурупи штата Мараньян (8-10 деревень разбросаны на 7.250 км²). 40 % населения каапор говорят на португальском языке. Существует высокая частота врождённой глухоты среди народа каапор, большинство из которых становятся взрослыми билингвами в урубу-каапор жестовом языке, который может считаться для них родным языком.